# Skrchov
Skrchov (deutsch Skerchow, früher Skrhof) ist eine Gemeinde in Tschechien. Sie liegt vier Kilometer nordwestlich von Letovice und gehört zum Okres Blansko.

## Geographie

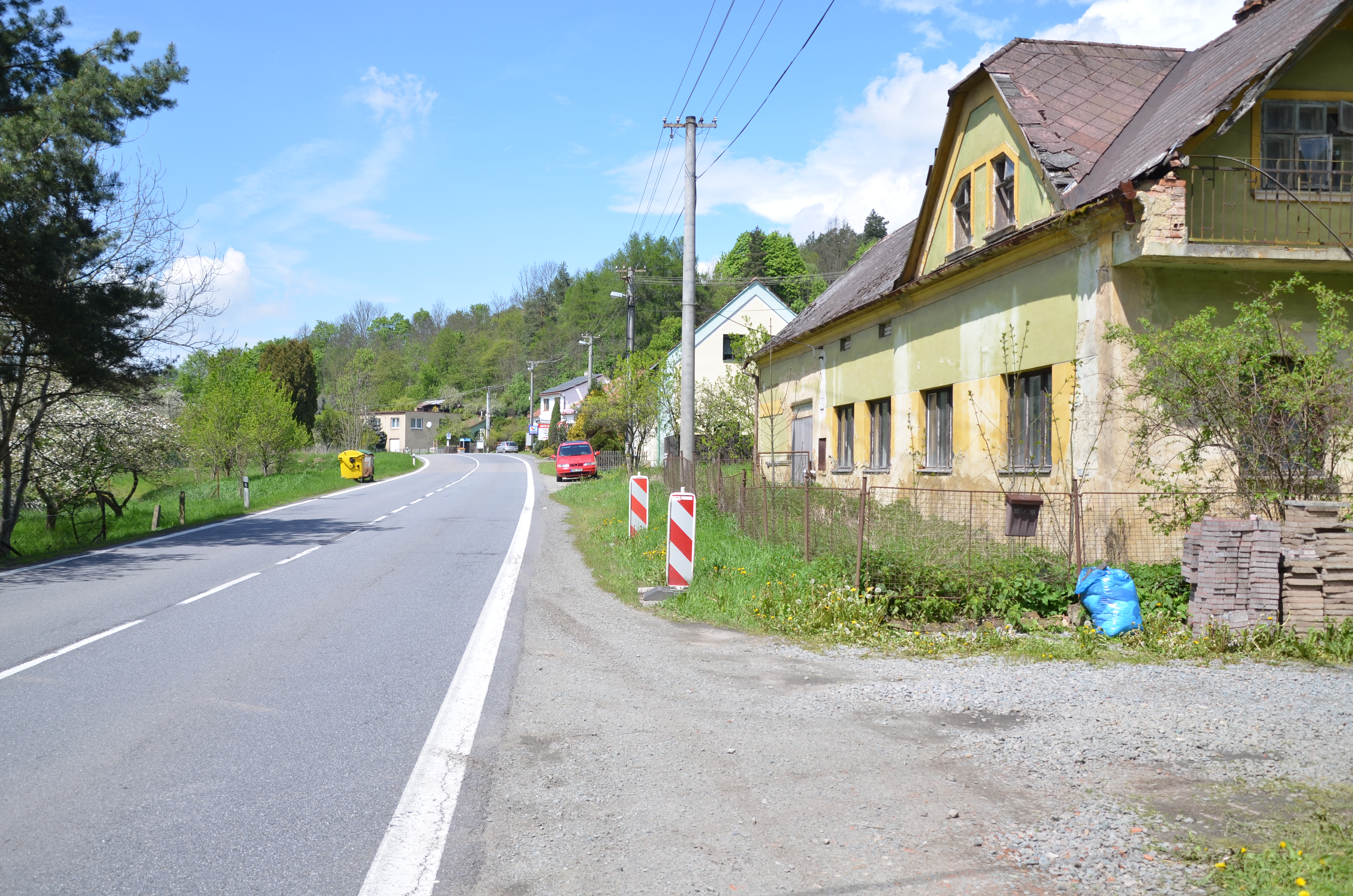
Skrchov

Skrchov befindet sich in der Malá Haná (Kleine Hanna) am rechten Ufer der Svitava gegenüber der Einmündung der Zavadilka. Westlich erstreckt sich das Waldgebiet Ochoz. Im Nordosten erhebt sich der Vinohrádky (434 m), südlich der Červený vrch (443 m). Linksseitig der Svitava führen die Bahnstrecke Česká Třebová–Brno und die Staatsstraße I/43/E 461 durch die Ortslage Borová. Gegen Süden liegt die Talsperre Letovice.
Nachbarorte sind Stvolová, Skřib und Dolní Smržov im Norden, Babolky im Nordosten, Borová und Slatinka im Osten, U Škrobárny im Südosten, Meziříčko und Svitavice im Süden, Lazinov und Dolní Poříčí im Südwesten, Prostřední Poříčí im Westen sowie Horní Poříčí und Vlkov im Nordwesten.

## Geschichte
Die erste schriftliche Erwähnung von Skrýchov erfolgte im Jahre 1406 im Zusammenhang mit einem Petr Kukla von Skrýchov. 1545 gehörte das Dorf Čeněk vom Lomnice, ihm folgte Adam von Lomnice († 1575). Die niedere Gerichtsbarkeit über das Dorf oblag zunächst dem Ortsrichter von Stvolová, ab 1634 dem Richter von Dolní Smržov. Das älteste Ortssiegel stammt aus dem Jahre 1616. 1674 bestand Skrchov aus acht und 1718 aus fünf Häusern. Später erweiterte sich das Dorf nach Südosten. Dort entstanden Borová als Ansiedlung der Drescher für das herrschaftlichen Hof Slatinka. 1834 war Skrchov auf 25 Häuser angewachsen und hatte 123 Einwohner. Katholischer Pfarrort war Bradlné, später wurde das Dorf nach Letovice umgepfarrt. Die Böhmischen Brüder errichteten 1844 in Vanovice eine Kirche. Ab 1843 erfolgte der Bau der Eisenbahn von Brünn nach Böhmisch Trübau durch die k.k. Nördliche Staatsbahn. Dabei wurde auch die Svitava zwischen Stvolová und Skrchov reguliert. Die Eisenbahntrasse trennte Skrchov und Borová voneinander ab. Im Jahre 1849 nahm die Bahn den Betrieb auf. Bis zur Mitte des 19. Jahrhunderts war das Dorf der Herrschaft Letovice untertänig.
Nach der Aufhebung der Patrimonialherrschaften bildete Skrhov ab 1850 einen Ortsteil der Gemeinde Smržov in der Bezirkshauptmannschaft Boskovice. In Dolní Smržov wurde 1868 ein evangelischer Friedhof angelegt. 1880 entstand die Gemeinde Skrchov mit den Ortsteilen Slatinka und Borová. Nach der Errichtung der neuen Schule in Skřib wurden die Kinder von Skrchov 1895 dorthin eingeschult, zuvor erfolgte der Unterricht in Bradlné. An Stelle der alten Mühle gründete Bohumír Jeřábek im Jahre 1910 die Pulverfarbenfabrik Teluria, in der Farbton und Farberze verarbeitet wurden. Zu dieser Zeit hatte das Dorf 210 Einwohner. 1921 war die Zahl der Einwohner von Skrchov auf 231 angewachsen. 1923 lösten sich Slatinka und Borová los und bildeten eine eigene Gemeinde. Mit Beginn des Jahres 1961 wurde Skrchov dem Okres Blansko zugeordnet, zugleich wurden Borová und Dolní Smržov eingemeindet. 1982 verlor Borová seinen Status als Ortsteil. 1986 wurde Skrchov als Ortsteil an Letovice angeschlossen. Seit 1990 besteht die Gemeinde wieder. Skrchov besteht heute aus 44 Häusern, von denen 31 dauerhaft zu Wohnzwecken dienen.

## Gemeindegliederung
Für die Gemeinde Skrchov sind keine Ortsteile ausgewiesen. Grundsiedlungseinheiten sind Borová (Borowa) und Skrchov.

## Sehenswürdigkeiten
- Glockenturm in Volksbauweise, errichtet in der Mitte des 19. Jahrhunderts
- Kruzifix
- Mäander der Svitava, südöstlich des Dorfes